# Било
Вижте пояснителната страница за други значения на Било.
Било, или планински гребен, е най-високата част на издължена планина или планинска верига, разположена между склона. То е мислена линия, свързваща най-високите точки на напречните сечения на планината – върховете и проходите. Съществуват различни видове била: хребет, рид и др. От линията на планинското било има видимост в двете части на областта, пресечена от планината. При високите планини билата са обезлесени и стръмни терени (Пирин, Беласица), докато при по-ниските са залесени и полегати, което ги прави по-трудно установими (Родопи, Странджа). В планините билата са вододели между отделните водосбори.